# Andrea Griminelli
Andrea Griminelli (Correggio, 13 dicembre 1959) è un flautista italiano.

## Biografia
Ha iniziato a dieci anni lo studio dello strumento; è stato allievo di Jean-Pierre Rampal e James Galway. Ha iniziato prestissimo una carriera concertistica che lo ha portato nei più famosi teatri del mondo, impegnato con numerose orchestre e direttori di prestigio.
Alla fine degli anni '70 collabora con la radio libera della sua città, Radio Attiva.
Nel 1984 si esibisce nel Luciano Pavarotti in Concert all'Opera di Chicago.
La fama maggiore, tuttavia, è legata alle esibizioni con Luciano Pavarotti iniziate nel 1984 al Madison Square Garden di New York con il quale intraprende una collaborazione negli anni successivi come nei concerti all'Hyde Park di Londra nel 1990, al Central Park di New York nel 1993, alla Torre Eiffel di Parigi e nella Piazza Rossa di Mosca nei quali alla musica classica si accostavano brani di rock e pop music.
Nel 1985 tiene un concerto con il pianista Jean-Marc Luisada al Grand Théâtre di Ginevra.
Nel 1991 esegue 6 Concerti per flauto traverso e orchestra di archi di Antonio Vivaldi diretto da René Clemencic al Teatro Accademico di Castelfranco Veneto per il Teatro La Fenice di Venezia.
Nel 1991 il Presidente della Repubblica gli conferisce l'onorificenza di Cavaliere e nel 2003 quella di Ufficiale al merito della Repubblica Italiana.
Nel 1992 esegue la Suite n. 2 in Si min. BWV 1067 per flauto e archi di Johann Sebastian Bach con I Solisti Veneti diretti da Claudio Scimone al Teatro alla Scala di Milano.
Nel 2001 esce l'album Andrea Griminelli's Cinema Italiano: A New Interpretation Of Italian Film Music dove le musiche, riarrangiate da Bacalov e Morricone, sono da lui reinterpretate con Sting, Luciano Pavarotti, Lucio Dalla, Deborah Harry e Filippa Giordano.
L'attività concertistica prosegue tuttora molto vivacemente; ad essa si accosta l'impegno di presidente dell'Istituto Musicale "Achille Peri" di Reggio Emilia dal 2007 e dal 2008 quello di Presidente dell'Istituto Musicale “Claudio Merulo” di Castelnuovo Monti (R.E.).
Nel 2008 ha suonato nel concerto a Petra (Giordania) che è stato trasmesso su Retequattro.
Nel 2011 ha preso parte al concerto One Night in Central Park di Andrea Bocelli davanti a 70.000 persone.
Il 23 aprile 2014 è ospite del concerto-evento di Zucchero Fornaciari al Madison Square Garden di New York, facente parte dell'Americana Tour, seguito da 5000 spettatori e caratterizzato dalla partecipazione di ospiti d'eccezione come Sting, Elisa, Jovanotti, Fher dei Maná, Chris Botti, Sam Moore, Fiorella Mannoia, Irene Fornaciari e un coro gospel . Per l'occasione accompagna il cantante emiliano sulle note di Miserere. Nella quarta serata di Sanremo 2019 accompagna insieme al violinista Alessandro Quarta il gruppo  Il Volo sulle note del brano Musica che resta. Il 20 novembre dello stesso anno ha organizzato il concerto benefico Griminelli & Friends a Reggio Emilia per il suo sessantesimo compleanno, con ospiti Zucchero Fornaciari, Sting e altri colleghi.

## CD parziale
- Andrea Griminelli's Cinema Italiano: A New Interpretation Of Italian Film Music, 2001 Polygram
- Bach, Part. fl. BWV 1013/Son. fl. e clv. BWV 1020, 1030-32/Son. fl. e b.c. BWV 1033-35/Son. 2 fl. e b.c. BWV 1039 - Griminelli/Galligioni/Loreggian/Formisano, 2004 Decca
- Mozart, Conc. fl. e arpa K.299/Conc. fl. K.313, 314/Andante fl. K.315 - Griminelli/Prandina/Norrington/Camerata Sazburg, 2004 Decca
- Mozart, Quart. fl. K.285, 285a, 285b, 298, 370 - Griminelli/Keller Quartet, 2006 Decca
- Mozart, Son. fl. e pf. K.10-15 - Griminelli/Fontanarosa, 2018 Nar Classical
- Vivaldi, Le quattro stagioni/Concerti per flauto: La Notte, Il Cardellino, La tempesta di mare, Il Gran mogol - Griminelli/I Solisti Filarmonici Italiani, 2011 Decca
- Griminelli Moretti, Musica per flauto e chitarra - Giuliani/Legnani/Paganini/Ross, 2004 Decca